# Dénes
A Dénes férfinév a görög Dionüsziosz névből származik. Jelentése: Dionüszosznak ajánlott. A görög mitológiában Dionüszosz a bor és a szőlő istene. Női párja: Dionízia.

## Rokon nevek
- Dienes:[1] a Dénes régebbi magyar alakváltozata.[2]
- Gyenes:[1] a Dénes régebbi magyar alakváltozata.[3]

## Gyakorisága
Az 1990-es években a Dénes ritka név volt, a Dienes és a Gyenes szórványosan fordult elő, a 2000-es években a Dénes a 91-98. leggyakoribb férfinév, a Dienes és Gyenes nem szerepel az első százban.

## Névnapok
Dénes, Dienes:
- április 6.[2]
- április 8.[2]
- október 9.[2]
- november 17.[2]
- december 2.[2]
- december 26.[2]
- december 30.[2]

Gyenes
- december 2.[3]

## Híres Dénesek, Dienesek, Gyenesek
- Bánffy Dénes (1630 – 1674) erdélyi főúr, a fejedelmi tanács tagja
- Benk Dénes humorista, gépészmérnök
- Csengey Dénes író, politikus, az MDF elnökségi tagja
- Gábor Dénes magyar származású Nobel-díjas természettudós, a hologram feltalálója
- Gulyás Dénes operaénekes
- Kemény Dénes vízilabdázó, edző
- Kiss Dénes költő, nyelvkutató
- Kovács Dénes hegedűművész
- Kőnig Dénes matematikus
- Lengyel Dénes író
- Lukács Dénes honvéd ezredes
- Mihály Dénes fizikus, feltaláló
- Pál Dénes énekes
- Pócsik Dénes olimpiai bajnok vízilabdázó
- Rósa Dénes labdarúgó
- Száraz Dénes színész
- Széchényi Dénes diplomata
- Szent Dénes vértanú, Párizs püspöke (3. század)
- Areopagoszi Szent Dénes, görögül író ismeretlen egyházi író álneve (6. század)
- Ujlaki Dénes Jászai Mari-díjas színművész
- Varga Dénes  vízilabdázó
- Kocsis Dénes színész
- Dibusz Dénes labdarúgó